# Puławy Azoty
Puławy Azoty – stacja kolejowa w Puławach, w województwie lubelskim, w Polsce.
Stacja znajduje się na peryferiach miasta, do 8 grudnia 2012 nie obsługiwała ruchu pasażerskiego. Jeden niedługi peron służył wyłącznie dla dojazdu pracowników pobliskich Zakładów Azotowych w Puławach. Od 9 grudnia 2012 przy peronie, który dostępny jest dla pasażerów, zatrzymują się wszystkie jadące przez tę stację pociągi Regio.

## Ruch pasażerski[2]
| Rok  | Wymiana pasażerska na dobę |
| ---- | -------------------------- |
| 2017 | 20-49                      |
| 2018 | 10-19                      |
| 2019 | 10-19                      |
| 2020 | 0-9                        |
| 2021 | 20-49                      |
| 2022 | 50-99                      |
| 2023 | 50-99                      |